# Methylhydrochinon
Methylhydrochinon ist eine aromatische chemische Verbindung, die zur Stoffgruppe der Dihydroxytoluole gehört, einer Gruppe von sechs Konstitutionsisomeren. Ihr Flammpunkt liegt bei 172 °C, die Selbstentzündung erfolgt bei 468 °C.

## Darstellung
Methylhydrochinon (2) kann durch eine Elbs-Oxidation aus o-Kresol (1) hergestellt werden:

## Verwendung
Methylhydrochinon wird als Stabilisator für ungesättigte Polyester und als Antioxidans für Fettester eingesetzt. Es verhindert die Peroxidbildung in Ethern, Chlorkohlenwasserstoffen und Ethylcellulose. Ferner dient es als Ausgangsstoff für die Synthese pharmazeutischer Produkte.

## Reaktionen
Durch Bromierung entsteht 2-Brom-5-methylhydrochinon.